# 崔承京
崔承京（韓語：최승경，1971年12月27日—），韓國男演員。

## 演出作品

### 電視劇
- 2002年：SBS《玻璃鞋》
- 2003年：SBS《初戀》
- 2005年：KBS《奇男怪女》
- 2008年：KBS《快刀洪吉童》
- 2008年：MBC《聚光燈》飾演 警察
- 2009年：MBC《停不住的愛》
- 2009年：KBS《天下無敵李平岡》
- 2010年：KBS《嫁給我吧》飾演 表鎮錫
- 2011年：KBS《榮光的在仁》飾演 高吉東
- 2011年：JTBC《聽見他的心跳》
- 2012年：KBS《嗚啦啦夫婦》
- 2013年：SBS《那年冬天，起風了》飾演 沈中泰
- 2013年：KBS《乘著歌聲的愛情》
- 2014年：SBS《沒關係，是愛情啊》飾演 吳道得
- 2014年：KBS《甜蜜的秘密》飾演 權英洙
- 2014年：KBS《Healer》飾演 余記者
- 2017年：KBS《七日的王妃》飾演 金內官
- 2019年：KBS《鄰家律師趙德浩2：罪與罰》飾演 姜民秀

### 電影
- 2008年：《在你熟睡的時候》

### 綜藝節目
- 2014年：KBS《Happy Together Season 3》E354

## 外部連結
- NAVER